# سيدي علي ملال
سيدي علي ملال إحدى بلديات دائرة وادي ليلي بولاية تيارت الجزائرية.
تبعد سيدي علي ملال عن مدينة تيارت ب 37 كلم. سميت بهذا الاسم بعد الاستقلال مباشرة، على اثر إعادة التقسيم الإداري لسنة 1963، حيث تم ضم بلديتين كانت تشكل إقليم البلدية الحالي، وهما بلدية (بشطوط) وبلدية (تيغرمتين).

## السكان
تتكون من بلديتين سابقتين وهما بلدية (بشطوط) تضم تجمعين سكانيين هما شهيد حسين (باتي سابقا) وسيدي سعيد (بشطوط سابقا)يتكون سكانها من عرشين هما حلوية وأولاد فارس وبلدية (تيغرمتين) تضم 03 تجمعات سكانية هم (عزيوة - سيدي علي - سيدي علي ملال (تغرمتين سابقا)ويتكون سكانها من عرش حلوية وقلة قليلة جدا من عرش مكناسة ومطماطة.

## الموارد الطبيعية
تتميز منطقة سيدي سعيد (بوزو) بمياهها الطبيعية الصالحة للشرب وتطاهي المياه المعدنية التي توجد في المحلات بل احسن منها لكن للاسف فهي غير مستغلة

## التطوير والبيئة
تشهد البلدية حاليا تنمية شاملة وعلى جميع الاصعدة، بعدما كانت تعاني العزلة والتخلف والانعدام الشبه كلي للمرافق الضرورية للحالات، بالإضافة إلى ما انجر عن مخلفات العشرية السوداء. للنهوض بها وهو ما يظهر جليا في ارض الواقع والمشاريع المنجزة والمتواصلة.
كما تم مؤخرا انجاز محجرة بمنطقة سيدي سعيد والقيام بالتشجير في جبل الزباري.